# Madison, Nebraska
Madison är administrativ huvudort i Madison County i Nebraska. Enligt 2010 års folkräkning hade Madison 2 438 invånare.